# Produkcyjniak

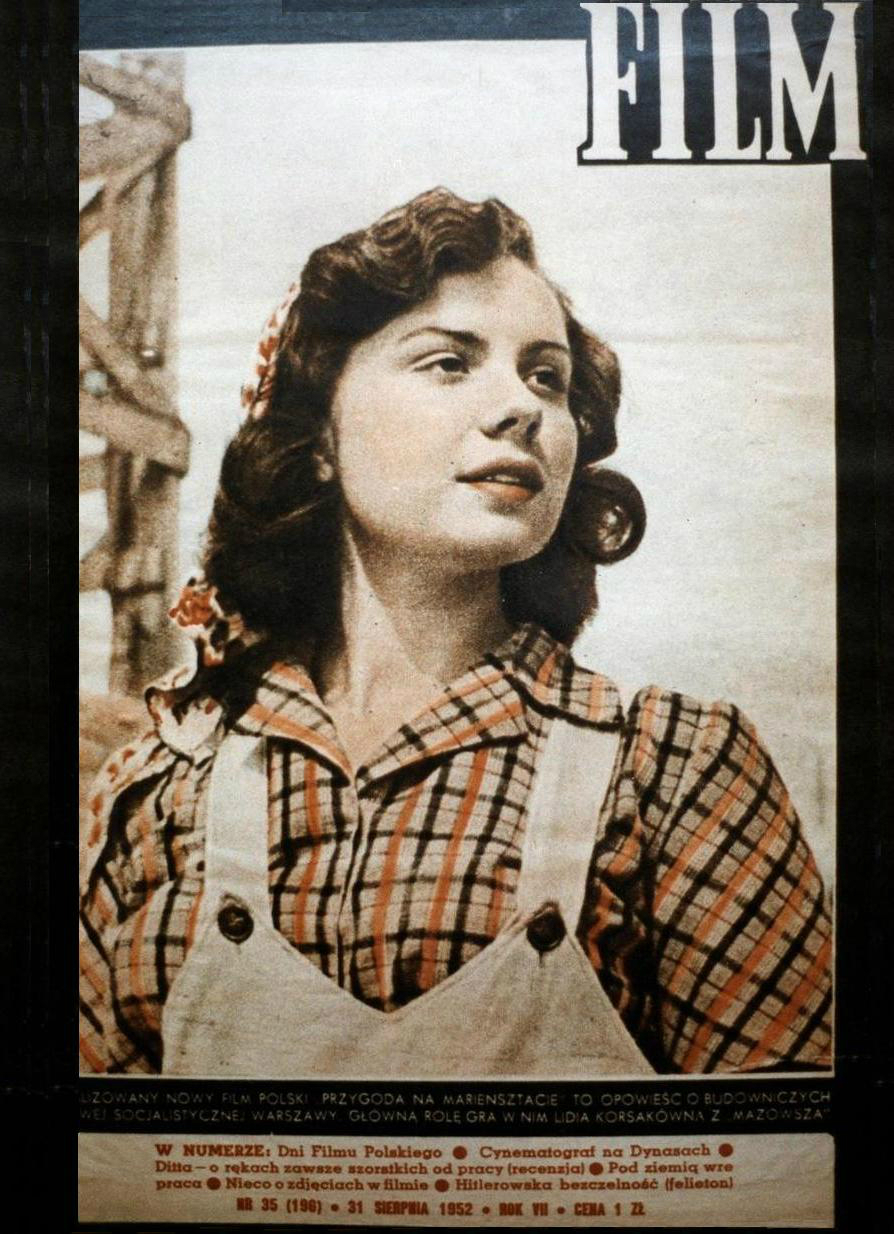
Lidia Korsakówna w scenie z filmu produkcyjniaka Przygoda na Mariensztacie

Produkcyjniak – gatunek powieści (powieść produkcyjna) lub filmu, realizujący założenia poetyki realizmu socjalistycznego, poświęcony tematowi socjalistycznej przebudowy kraju. Wzory dla tego gatunku ukształtowały się w Związku Radzieckim i zostały zaszczepione na gruncie polskim wraz z proklamowaniem socrealizmu. Za pierwowzór powieści produkcyjnej uznaje się utwór literacki Fiodora Gładkowa pod tytułem Cement z 1925.
Powieści produkcyjne powstawały w Polsce Ludowej od 1949 aż do odwilży w 1956. Filmy lub powieści tego gatunku powstawały we wszystkich państwach bloku wschodniego, w niektórych (Albania, Kuba, Rumunia, Wietnam) – nawet do końca lat 80. XX wieku.

## Cechy powieści produkcyjnej
- Miejscem akcji był wielki plac budowy, fabryka, stocznia, kopalnia i tym podobne.
- Akcja rozpoczynała się najczęściej na przełomie lat 40. i 50., w ramach realizacji planu sześcioletniego.
- Istniał wyraźny podział na bohaterów pozytywnych (funkcjonariusze idei, członkowie kolektywu, poświęceni sprawom swojego miejsca pracy, pełni wiary i nieczuli na trudy, zawdzięczający swoje sukcesy Polsce Ludowej) i negatywnych (wrogowie klasowi, obcokrajowcy, agenci obcego wywiadu, przedwojenni kapitaliści, wrogowie ustroju). Bohaterowie pozytywni zawsze zwyciężali.
- Bohaterowie negatywni nie mieli możliwości przedstawienia swojej racji w dyskusji, czytelnik nie poznawał motywów ich działania.
- Schematyczna fabuła, wzorce postaci i poruszane problemy.
- Rzeczywistość widziana jako pole walki pomiędzy starym a nowym porządkiem.
- Wszechwiedzący narrator, dominacja stylu gazetowego[1].

## Poruszane wątki
Powieści socrealistyczne najczęściej poruszały następujące wątki:
- wątek produkcyjny – powieści produkcyjne próbowały przekazać taką wizję świata, w której produkcja jest sprawą nadrzędną wobec jakichkolwiek innych, ponieważ pozwala zbudować nowe, socjalistyczne społeczeństwo.
- powstawanie nowych wzorów obywatelskich – wzory te przekazywane były przez postać pozytywnego bohatera, obdarzonego „plakatowymi” cechami, pożądanymi w socjalizmie.
- rodzenie się nowej społeczności – zbiór jednostek w trakcie powieści staje się kolektywem, zbiorowością (samotność była nieprawidłowa lub wroga), połączoną wspólnym celem, poświęcający się dobru swojego zakładu pracy.
- problem wahającego się inteligenta – wykształcony przed wojną inteligent, uformowany przez społeczeństwo kapitalistyczne, dojrzewa do zrozumienia wielkich planów nowego ustroju, zwalcza w sobie dawne przyzwyczajenia i oddaje swoje umiejętności budowie nowego porządku[2].

## Polskie powieści i opowiadania produkcyjne
- Jan Wilczek: Numer 16 produkuje (1949) – o odbudowie fabryki cukierków.
- Bogdan Hamera: Na przykład Plewa (1950) – o zakładzie metalurgicznym w Ostrowcu Świętokrzyskim.
- Witold Zalewski: Traktory zdobędą wiosnę (1950).
- Mirosław Kowalewski: Kampania znaczy walka (1950) – o cukrowni.
- Tadeusz Konwicki: Przy budowie (1950) – o budowie linii kolejowej do Nowej Huty.
- Aleksander Ścibor-Rylski: Węgiel (1950) – o kopalni.
- Lucjan Rudnicki Stare i nowe.
- Anna Kowalska: Wielka próba (1951).
- Marian Brandys: Początek opowieści (1951).
- Kazimierz Koźniewski: Piątka z ulicy Barskiej (1952) - na podstawie której powstał film Aleksandra Forda pod tym samym tytułem
- Andrzej Braun: Lewanty (1952) – o stoczni.
- Kazimierz Brandys: Obywatele (1954).
- Marek Hłasko: Baza Sokołowska (1954) – o bazie transportowej, na podstawie powieści Anatolija Rybakowa „Kierowcy”[3].

## Polskie filmy produkcyjne (wybór)
- Dwie brygady
- Gromada
- Niedaleko Warszawy
- Pościg (reż. Stanislaw Urbanowicz)
- Baza ludzi umarłych